# 忌野清志郎 完全復活祭 日本武道館
『忌野清志郎 完全復活祭 日本武道館』（いまわのきよしろう かんぜんふっかつさい にっぽんぶどうかん）は、忌野清志郎のライブ映像作品およびライブ・アルバム（「 - 2枚組ライブアルバム」）。映像作品は2008年5月28日に発売。CDは2008年6月18日に発売。2008年12月17日にSHM-CD仕様で再発売。

## 収録曲

### 映像

#### DISC1
1. JUMP
2. 涙のプリンセス
3. 誇り高く生きよう
4. ダンスミュージック☆あいつ
5. NIGHT AND DAY
6. デイ・ドリーム・ビリーバー
7. いい事ばかりはありゃしない
8. 君が僕を知ってる
9. チャンスは今夜
10. ぼくの好きな先生
11. 私立探偵
12. 多摩蘭坂
13. 毎日がブランニューデイ
14. コーヒーサイフォン
15. GOD
16. スローバラード
17. 激しい雨

#### DISC2
1. ドカドカうるさいR&Rバンド
2. キモちE
3. ブ熱いLOVE SONG（愛しあってるかい?）
4. Baby何もかも
5. よォーこそ
6. ROCK ME BABY
7. 雨あがりの夜空に
8. LIKE A DREAM

【特典映像】
1. ドキュメント映像「完全復活への道」

### アルバム

#### DISC1
1. INTRO
2. JUMP
3. 涙のプリンセス
4. 誇り高く生きよう
5. ダンスミュージック☆あいつ
6. NIGHT AND DAY
7. デイ・ドリーム・ビリーバー
8. いい事ばかりはありゃしない
9. 君が僕を知ってる
10. チャンスは今夜
11. ぼくの好きな先生
12. 私立探偵
13. 多摩蘭坂
14. 毎日がブランニューデイ
15. コーヒーサイフォン

#### DISC2
1. GOD
2. スローバラード
3. 激しい雨
4. ドカドカうるさいR&Rバンド
5. キモちE
6. ブ熱いLOVE SONG　（愛しあってるかい?）
7. Baby何もかも
8. よォーこそ
9. ROCK ME BABY
10. 雨あがりの夜空に
11. LIKE A DREAM　ボーナス・トラック （2008年2月18日・ブルーノート東京）
12. モーニング・コールをよろしく
13. 雑踏